# 拉穆環礁
哈敦马蒂环礁（羅馬化：Hahdhunmathi Atholhu），行政名称为拉穆環礁（以第十四个它拿字母命名），是馬爾代夫的行政環礁，由82個島嶼（其中15座有人居住）形成。在2014年，該環礁的人口約有13,770人。
拉穆環礁是行政環礁，僅為行政區劃，並不是自然環礁。一如其他行政環礁，這些名稱並不能精確地從地理或文化上劃分馬爾代夫。

## 外部鏈結
拉穆環礁官方介紹（英語） （页面存档备份，存于）